# Twelve Foot Ninja
Twelve Foot Ninja è un gruppo alternative metal australiano.
Nel 2014 hanno vinto il premio Best New Talent ai Revolver Golden Gods Awards. Il gruppo detiene il record per il maggior numero di fondi raccolti tramite crowdfunding per un videoclip musicale.

## Storia

### Primi anni (2008-2011)
Prima del lancio del loro album di debutto, il gruppo ha pubblicato due EP; New Dawn, pubblicato nel 2008, conteneva il brano Dark Passenger, che ha permesso al gruppo di partecipare al Come Together Festival di Sydney.
Il secondo EP, Smoke Bomb, è stato pubblicato nel novembre 2010 ed era prodotto da Steve "Stevic" Mackay.

### Silent Machine(2012-2015)
L'album di debutto, Silent Machine, venne pubblicato il 13 novembre 2012. Il primo singolo estratto dall'album fu Mother Sky, pubblicato il 24 agosto precedente. Il 2 novembre 2012 è stato estratto il secondo singolo Coming for You.
Per ogni brano presente nell'album è stato pubblicato un fumetto creato da Keith Draws, ispirato dal testo del brano e basato sulla fiaba inedita Twelve Foot Ninja (scritta insieme a Steve "Stevic" Mackay).
Nel maggio 2013 il gruppo portò a termine una raccolta fondi sul sito australiano Pozible per poter finanziare il videoclip per il brano Ain't That A Bitch.

### Outlier(2016-presente)
Nel novembre 2015, il gruppo annunciò l'inizio dei lavori del secondo album in studio, programmato per la fine del 2016; in concomitanza all'annuncio, pubblicarono una parte del brano inedito One Hand Killing. Qualche settimana dopo, venne pubblicato il videoclip del brano. Per finanziare la produzione dell'album, il gruppo iniziò una campagna sul sito PledgeMusic. Il 19 luglio 2016 venne annunciato il titolo del secondo l'album e la data di pubblicazione fissata al 26 agosto 2016. Il 5 settembre 2016, Outlier debuttò alla prima posizione della Australian 100% Independent Album chart, alla seconda posizione della ARIA Australian Artist Chart. Negli Stati Uniti, l'album debuttò alla 15ª posizione della Alternative Rock chart di Billboard e alla terza della Heatseeker chart.
Grazie al successo dell'album, il gruppo venne personalmente scelto dai Disturbed come supporto per il tour australiano del 2016.

## Formazione

### Formazione attuale
- Nik "Kin Etik" Barker – voce (2008-presente)
- Steve "Stevic" MacKay – chitarra solista (2008-presente)
- Shane "Russ" Russell – batteria (2008-presente)
- Rohan "Ro" Hayes – chitarra ritmica, cori (2012-presente)

### Ex componenti
- Damon McKinnon – basso (2008-2019)

## Discografia

### Album in studio
- 2012 – Silent Machine
- 2016 – Outlier
- 2021 – Vengeance

### EP
- 2008 – New Dawn
- 2010 – Smoke Bomb

### Singoli
Australia
- Dark Passenger (2009)
- Clarion (2010)
- Mother Sky (2012)
- Coming for You (2012)
- Shuriken (2012)
- One Hand Killing (2015)
- Invincible (2016)
- Sick (2016)
- Stuck With You (2020) - Huey Lewis and the News cover

UK
- Invincible (2016)
- Stuck With You (2020) - Huey Lewis and the News cover

US
- Coming for You (2014)
- Invincible (2016)
- Stuck With You (2020) - Huey Lewis and the News cover